# Phalacrophorus uniformis
Phalacrophorus uniformis är en ringmaskart som beskrevs av Reibisch 1895. Phalacrophorus uniformis ingår i släktet Phalacrophorus och familjen Iospilidae. Inga underarter finns listade i Catalogue of Life.